# Onze-Lieve-Vrouw-Presentatiekerk (Aalst)

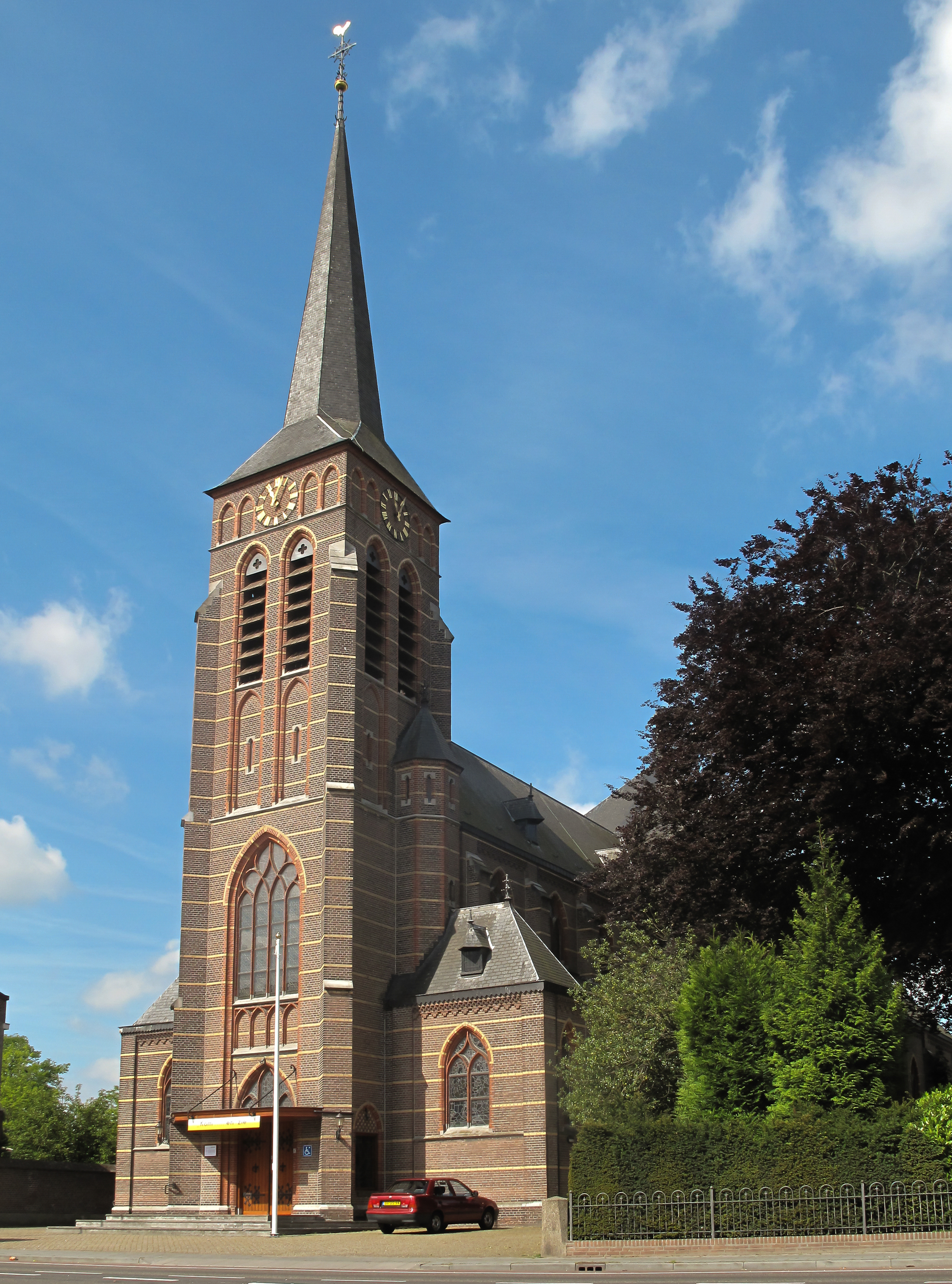
Onze-Lieve-Vrouw Presentatiekerk

De Onze-Lieve-Vrouw Presentatiekerk is de parochiekerk van Aalst (Noord-Brabant), gelegen aan Eindhovenseweg 63a.
Deze neogotische kerk werd ingewijd in 1906. Ze bevindt zich op een plaats die iets afwijkt van die van zijn voorgangers. Een houten vroegmiddeleeuws gebouw werd in de 15e eeuw vervangen door een stenen kerk, waarin van 1648 tot 1821 de protestantse eredienst werd beoefend. Deze kerken stonden op de hoek van de huidige Raadhuisstraat en Dorpsstraat. Nog lange tijd waren daar overblijfselen van een begraafplaats, die echter ten offer gevallen zijn aan nieuwbouw.
De middeleeuwse kerk werd in 1906 afgebroken. 
 De huidige kerk is ontworpen door architect Caspar Franssen. Ze werd verbouwd en uitgebreid in 1934 door Joseph Franssen, waarbij een transept en een koepel werden toegevoegd.
De voorgebouwde toren wordt geflankeerd door twee kapellen. De toren bestaat uit vier geledingen en wordt versierd door horizontale banden van gele baksteen welke doorlopen over de gevels van de kerk.
Het interieur van de kerk is sober, overwelfd met een kruisribgewelf en met monochrome heiligenbeelden aan de pilaren bevestigd. Het orgel is in 1968 vervaardigd door de firma Verschueren.